# Karl Ibach
Karl Ibach (* 3. April 1915 in Elberfeld; † 3. Mai 1990) war deutscher Widerstandskämpfer im Dritten Reich, Schriftsteller und Kommunalpolitiker.

## Leben
Karl Ibach schloss sich als Sechzehnjähriger dem Kommunistischen Jugendverband und der KPD an. Er wollte Buchhändler werden, wurde aber nach der Machtergreifung der Nationalsozialisten im Frühjahr 1933 als jüngster Insasse in das Wuppertaler Konzentrationslager Kemna verschleppt, von wo er Ende 1933 entlassen wurde. Ibach setzte seinen Kampf gegen das NS-Regime fort und flüchtete in die Niederlande, wurde aber kurz nach seiner Rückkehr verhaftet und wenig später wegen angeblicher Vorbereitung zum Hochverrat in Hamm im Rahmen der Wuppertaler Gewerkschaftsprozesse zu einer achtjährigen Zuchthausstrafe verurteilt. Bis 1943 wurde er in Konzentrationslagern und Zuchthäusern – darunter das KZ Esterwegen, das KZ Börgermoor und das Zuchthaus Waldheim – festgehalten.
Im Jahr 1943 musste er sich der Bewährungseinheit 999 anschließen; in dem Lager Heuberg wurde er gedrillt, um später das von ihm verhasste Regime an der Front zu verteidigen. Ibach geriet im Jahr 1944 in sowjetische Kriegsgefangenschaft und wurde 1947 daraus entlassen. Im Jahr 1948 veröffentlichte er seine Erlebnisberichte aus dem KZ Kemna. Über drei Jahrzehnte sollten es zusammen mit Willi Weilers schriftlichen Berichten die einzigen publizierten Informationsquellen zur Geschichte des regionalen KZ-Systems bleiben.
Karl Ibach war Mitbegründer, Geschäftsführer und in den Jahren 1950 bis 1971 Landesgeschäftsführer des Bundes der Verfolgten des Nazi-Regimes, und von 1954 bis 1969 stellvertretender Vorsitzender des Zentralverbandes demokratischer Widerstandskämpfer- und Verfolgtenorganisationen, und Mitglied im Präsidium der Fédération Internationale Libre des Déportés et Internés de la Résistance in Wuppertal-Barmen. Er war ab 1957 Mitglied der SPD und betreute den Wahlkreis 76, Landesliste Nordrhein-Westfalen von 1957 bis 1980.

## Ehrungen
- 1981: Bundesverdienstkreuz 1. Klasse
- 1985: Großes Bundesverdienstkreuz
- 1985: Ehrenring der Stadt Wuppertal[5]

## Würdigungen
- Die Straße oberhalb der Beyenburger Straße in Wuppertal, gegenüber der Fläche, auf der sich das KZ Kemna befand, ist der nach Ibach benannte Karl-Ibach-Weg.[6]

## Schriften
- Kemna: Wuppertaler Konzentrationslager 1933–1934. Peter Hammer Verlag, Wuppertal 1948.